# Società di Navigazione Zaratina
La Società di Navigazione Zaratina fu una compagnia marittima di Zara, operante nell'Adriatico nei primi decenni del Novecento.

## Caratteristiche
La Zaratina fu una società italiana a capitale privato con sede nella città adriatica della Dalmazia da cui prendeva il nome. Il suo compito principale era il servizio passeggeri da e per Zara verso la penisola italiana.
Contava essenzialmente su due navi: la Giorgio Orsini  e la Jadera.
Anteriormente alla prima guerra mondiale la Società anonima austriaca di navigazione a vapore „Dalmatia“  (nata nel 1908 con sede a Trieste e porto d'armamento a Zara, fondata per volere del Governo austriaco unendo assieme diverse società, e precisiamente la: Pio Negri & C. di Sebenico, Ditta Serafino Topic di Lissa e la ditta F.lli Rismondo con sede a Spalato, con un capitale di 2 milioni di corone) era stata rafforzata col conferimento di 5 unità minori costiere della Società Zaratina.
La Zaratina entrò a fare parte nel 1936 della Adriatica di Navigazione con il nome Adriatica Società Anonima di Navigazione. Questa nuova società riuniva alcune compagnie di navigazione private: Società San Marco, Costiera di Fiume, Zaratina, Nautica di Fiume, S.A.I.M. di Ancona e la Puglia di Bari.
Successivamente la nave Giorgio Orsini della Zaratina fu ristrutturata come unità militare e partecipò all'operazione Mercurio in qualità di nave principale delle forze d'invasione italiane a Creta nel maggio 1941.